# Comanthosphace
Comanthosphace és un gènere amb 14 espècies d'angiospermes que pertany a la família de les lamiàcies.

## Taxonomia
| - Comanthosphace barbinervis - Comanthosphace dependens - Comanthosphace formosana - Comanthosphace hakonensis - Comanthosphace japonica - Comanthosphace nanchuanensis - Comanthosphace nepalensis | - Comanthosphace ningpoensis - Comanthosphace sinensis - Comanthosphace stellipila - Comanthosphace stelliplia - Comanthosphace sublanceolata - Comanthosphace tajimensis - Comanthosphace tosaensis |